# Jean-Paul Bigard
Pour les articles homonymes, voir Bigard.
Jean-Paul Bigard, né le 12 novembre 1948, est un industriel français présent dans le secteur de l'agroalimentaire. Propriétaire et président-directeur général de Bigard, entreprise d'abattage de bétail et de transformation des viandes fondée par son père, sa fortune est estimée à plusieurs centaines de millions d'euros.

## Biographie
Jean-Paul Bigard naît le 12 novembre 1948. Son père, Lucien Bigard, est le fondateur de l'entreprise Bigard.
Il est aujourd'hui président-directeur général de Bigard, dont il détient environ 90 % des actions. Ses fils, Matthieu et Maxence, sont cadres de l'entreprise, responsables, respectivement, du marketing et de la stratégie du groupe. Sa fortune personnelle est évaluée à 620 millions d'euros en 2015 par le magazine Capital, le magazine Challenges évalue lui cette fortune a 400 millions d'euros en 2016 et le classe 166e fortune française,.
Jean-Paul Bigard est également le président de Culture Viande, syndicat des industriels français de la viande[Depuis quand ?].
Il accorde très peu d'entretiens aux médias et sa discrétion est fréquemment relevée par les journalistes,.
Il est régulièrement critiqué pour imposer ses prix aux éleveurs et aux distributeurs, ainsi que pour enfreindre la loi imposant le dépôt des comptes annuels de son entreprise auprès du tribunal de commerce.

## Prises de position
En tant que président du syndicat des entreprises françaises des viandes, Jean-Paul Bigard a été interrogé par la commission des Affaires économiques de l'Assemblée nationale, dans le cadre de la commission d'enquête parlementaire sur les scandales de non-respect de la législation sur la protection des animaux lors de l’abattage. Devant les députés, il explique ces dérives par le manque de moyens des abattoirs concernés, jugés trop petits, et le manque de formation du personnel. Selon lui, le règlement sur le classement sanitaire des abattoirs n'est pas respecté, celui-ci implique que ceux classés III et IV (non conformes) après une inspection doivent être mis aux normes ou voir leur agrément sanitaire suspendu.
Un peu plus tard, il prend position pour une réforme de la réglementation de l'abattage rituel sans étourdissement, plaidant pour plus de « discipline » et d'« uniformisation », sans pour autant s'y opposer. Il se positionne aussi contre la mise en place de la vidéosurveillance au poste d'abattage, qu'il juge inefficace et qu'il voit comme inopportune dans son secteur d'activité qu'il estime déjà très contrôlé et trop réglementé.
En 2018, il soutient la Fédération nationale des syndicats d'exploitants agricoles (FNSEA) dans sa demande d’ouverture d'une commission d'enquête parlementaire sur les associations antispécistes.